# Väinö Myllyrinne

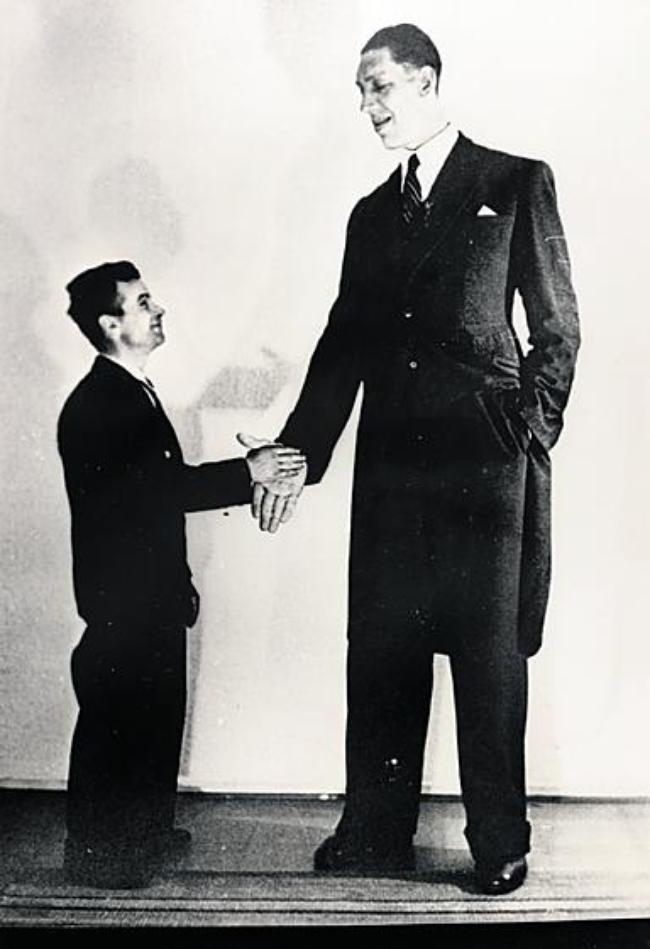
Väinö Myllyrinne

Väinö Myllyrinne, född 27 februari 1909 i Helsingfors, död 13 april 1963 i Helsingfors, var en finländsk man, som är känd för sin storlek. Han var 246 – 251,4 cm lång (uppgifterna varierar). Oftast anges hans längd som 248 cm och hans vikt som över 170 kg. Själv sade han att han var 247 cm den tid han uppträdde. Han var på sin tid Finlands och Europas längsta man samt en tid även längst i världen. 
I Finlands Artillerimuseum i Tavastehus finns en presentation av denna största finländarens genom tiderna militära karriär. Myllyrinne gjorde sin militärtjänst i Viborg i det tunga artilleriregementet. Då han ryckte in år 1929 var han cirka 220 cm lång och mycket stark. Han upplevde en ny tillväxtperiod ännu som 40-åring. På 1930-talet turnerade han i Europa som showbrottare och cirkusartist, men när vinterkriget bröt ut återvände han till hemlandet. 
Under sin barndom bodde Myllyrinne på många orter, då hans familj ofta flyttade. Från år 1946 bodde han i Träskända, där han hade en liten hönsgård som han höll i tio år. Resten av sitt liv levde han som en medlem i sin brors familj. Han är begraven i Träskända. I Träskändas stadsbibliotek finns en vaxdocka föreställande Myllyrinne. 
Myllyrinnes släkt är från Satakunda, men hans mor Anna Maria Keränen var född i Paldamo. Från Paldamo härstammar också Daniel Cajanus. Från Kajanaland, Puolango, är också den 246,6 cm långa Lauri Moilanen. Enligt vissa uppgifter skulle Daniel Cajanus vara den längste mannen i Finland genom tiderna (247,5 cm).
I den finländska Rundradions (Yle) omröstning "Stora finländare" år 2004 röstades Väinö Myllyrinne in på tolfte plats.